# Шанахо
Шанахо (англ. Shanahoe; ирл. Seanchua) — деревня в Ирландии, находится в графстве Лиишь (провинция Ленстер).
В местной школе учится 65 учеников; в деревне есть церковь и зал собраний.
Поселение было основано ещё в бронзовом веке, в 1930-е в этих местах была обнаружена инкрустированная урна тех времён.